# Джаркханд
Джаркханд (по-правилно Джхаркханд; на хинди: झारखंड; на бенгалски: ঝাড়খণ্ড; на английски: Jharkhand) е 28-ият щат на Индия, създаден на 15 ноември 2000 г. от южната част на щата Бихар. Граничи с Бихар на север, Западен Бенгал на изток, Утар Прадеш и Чхатисгарх на запад и Ориса на юг. Столицата му е Ранчи. Джаркханд означава „Земя на храстите“ (джхари).

## История
В древността територията на Джаркханд е част от империята Магадха. По време на могулите областта е известна като Кукара. Територията на Джаркханд става част от Британската империя през 1765 г. Срещу империята се вдигат многобройни въстания, най-голямото от които е масовото индийско въстание през 1857 г.

## География
Повечето територия на щата е на платото Чота Нагпур, което е източник на реките Коел, Дамодар, Брахмани, Кхаркай и Субарнарекха. В щата са запазени много гори, в които са разположени резервати обитавани от тигри и слонове. Ранчи отдавна е известен със здравословния си климат, поради което там са основани санаториуми. Заради климата през 1918 г. Парамаханса Йогананда основава в Ранчи мъжка гимназия, по-късно превърнала се в главна квартира на неговата организация Йогода Сатсанга общество, а през 1948 г. Мисията Рамакришна също основава санаториум в Ранчи.

## Правителство и политика
Щатът се оглавява от губернатор назначен от президента на Индия. Изпълнителната власт е в ръцете на главния министър и неговия кабинет. Политическата партия или коалиция, имаща мнозинство в законодателното събрание, съставя правителство. Върховният съд на Джаркханд се намира в Ранчи.
Джхаркханд е един от тринадесетте щата, в които наксалитските бунтовници имат значително влияние. На 5 март 2007 г. те убиват депутата в парламента в Делхи, Сунил Махато, в Кишанпур, 160 km източно от Ранчи.

## Икономика
Брутният вътрешен продукт на Джаркханд за 2004 г. се оценява на $14 млрд. Джаркханд е богат на минерални суровини. Компанията за производство на стомана Тата Стийл, която е в списъка на S&P CNX 500 е базирана в Джаркханд, а най-големият завод за стомана в Азия се намира в гр. Бокаро.

## Демография
Джаркханд има население от 26,9 млн., от които 13,86 млн. мъже и 13,04 млн. жени. Средната гъстота на населението е 274 души на квадратен километър. Основният език е хинди. Около 10% от населението говори бенгалски, а 7% урду. В Джаркханд живеят 32 племена, които съставят 28% от населението. Мигранти от Бихар и Западен Бенгал през последните няколко десетилетия са били привлечени от промишлени и миньорски центрове като Джамшедпур, Ранчи и Дханбад. Бедността в Джаркханд е все още висока за индийските стандарти, но в периода 1994 – 2002 намалява с 2% годишно.
81,6% от населението изповядва индуизъм, 13,8% ислям, 4,1% християнство, по 0,5% будизъм и джайнизъм и 0,3% сикхизъм.

## Образование
През 2001 г. грамотността в Джаркханд е била 59,13% сред мъжете и 49,38% сред жените. 95% от децата на възраст 6 – 11 са записани на училище. В Джаркханд се преподава на хинди/английски, а като втори език се изучава английски/хинди/бенгалски/урду/санскрит. След десетгодишно обучение учениците могат да вземат двугодишни междинни курсове, следвани от три или четиригодишни курсове за висше образование. В Джаркханд има четири университета: Университета на Ранчи, Земеделският университет Бирса в Ранчи, Университета Синдху Канху в Думка и Университета Виноба Бхаве в Хазарибагх. В Джамшедпур е Националният технологичен институт, в Ранчи е Технологичният институт Бирла, а Индийското минно училище е в Дханбад. В щата има и три медицински колежа.

## Статистика
- Основан: 15 ноември 2000 г.

- Територия: 79 700 km²

- Столица: Ранчи

- Най-голям град: Ранчи

- Население: 26 909 428 (на 13-о място)

- Език: хинди

- Законодателен орган (места): еднокамерен (81)

- Окръзи: Джаркханд е образуван от 18 бивши окръга на Бихар, които след това са реорганизирани в 24 окръга: Ранчи, Дханбад, Бокаро, Деогхар, Лохардга, Гумла, Симдега, Паламу, Латехар, Гархва, Западен Сингхбхум, Думка, Джамтара, Сахебгамдж, Пакур, Года, Хазарибагх, Чатра, Кодерма, Гиридих, Кхунти, Рамгарх.